# Virulenzfaktor
Ein Virulenzfaktor ist eine Eigenschaft eines Mikroorganismus, die seine krankmachende Wirkung bestimmt. Er kann sowohl ein Strukturelement als auch ein Stoffwechselprodukt eines Mikroorganismus sein. Genetisch sind Virulenzfaktoren oftmals zu Pathogenitätsinseln gruppiert. Mittlerweile synonym zu Virulenzfaktor spricht man auch von Pathogenitätsfaktor, obwohl die Pathogenität die prinzipiell krankmachende Qualität beschreibt, hingegen die Virulenz das quantitative Ausmaß bei der Auslösung der Erkrankung.

## Adhäsine
Adhäsine sind Fimbrien oder Membranproteine, die es Bakterien ermöglichen, an Zielzellen zu haften. Hierbei reagieren die Adhäsine mit den homologen Rezeptoren der Wirtszelle.

## Antiphagozytosefaktoren
Antiphagozytosefaktoren verhindern die Phagozytose. Das bedeutet, dass das Bakterium nicht von Fresszellen des Immunsystems aufgenommen und zerstört wird. Verschiedenste Bestandteile von Bakterien können antiphagozytär wirksam sein:
- Kapsel: Die Bakterienkapsel besteht aus Zucker- oder Aminosäure-Verbindungen. Bekapselte, krankmachende Bakterien sind beispielsweise Pneumokokken.
- M-Protein der A-Streptokokken: Streptokokken der Lancefield-Gruppe A besitzen ein Oberflächenprotein, welches jedoch durch Antikörper inaktiviert werden kann.
- Protein A von Staphylococcus aureus: Das Protein A bindet das IgG der Abwehr „verkehrt herum“, nämlich am Fc-Ende, wodurch dieses nicht wirken kann (antiopsonierende Wirkung)
- Leukozidine: Leukozidine sind bakterielle Stoffwechselprodukte, die eine schädigende Wirkung auf Phagozyten („Fresszellen“) haben. Beispielsweise verfügt Staphylococcus aureus über Leukozidine.
- Koagulase: Dieses Protein wird beispielsweise von Staphylococcus aureus sezerniert. Koagulase und Prothrombin bilden zusammen Koagulothrombin, welches das gebundene Fibrinogen in Fibrin umwandelt. Fibrin bildet eine schleimige Schutzschicht für die Bakterien.
- Clumping-Faktor A von Staphylococcus aureus ist ein Oberflächenprotein, welches Fibrinogen bindet.[3][4]

## Invasionsfaktoren
Invasionsfaktoren ermöglichen es den Erregern, sich im Gewebe auszubreiten. Dazu zählen zum Beispiel:
- Streptokinase: z. B. bei A-Streptokokken wie Streptococcus pyogenes. Streptokinase aktiviert Plasmin, wodurch es zur Fibrinolyse, also zur Auflösung von Fibrin kommt.
- Hyaluronidase: Hyaluronidase greift die Hyaluronsäure des Bindegewebes an und wird auch als „Spreading factor“ bezeichnet. Dieser Virulenzfaktor ist beispielsweise bei A-Streptokokken, Pneumokokken, Staphylokokken und Clostridium perfringens ausgebildet.
- Geißel: Geißeln ermöglichen die aktive Beweglichkeit der Bakterien
- Protease: Auflösung von Proteinen (Eiweiß)
- DNase: Auflösung der DNA
- Lipase: Auflösung von Lipiden (Fetten)[5]

## Endotoxine
Endotoxine sind mikrobielle Toxine (Giftstoffe) aus der äußeren Membran gramnegativer Bakterien. Das einzig bekannte Endotoxin ist das Lipid A, welches bei allen gramnegativen Bakterien in den Lipopolysacchariden (LPS) der äußeren Membran vorkommt. Lipid A wird beim Absterben des Bakteriums freigesetzt und entfaltet dann seine toxische Wirkung:
- Interleukin 1 wird aus Makrophagen freigesetzt, wodurch es zu einer Fieberreaktion kommt
- TNFα (Tumornekrosefaktor α) wird freigesetzt. Dies führt zu einer Erweiterung der Gefäße (Vasodilatation), wodurch es zu einem septischen Schock kommen kann
- Lipid A bindet an B-Zell-Rezeptoren, wodurch es zu einer Reifung der B-Lymphozyten kommt
- über den alternativen Weg wird das Komplementsystem aktiviert
- Beeinflussung des Kinin-Systems und der Blutgerinnung

Im Verlauf einer Sepsis (Blutvergiftung) mit gramnegativen Erregern kann es nach einer Antibiotika-Therapie zu einer Endotoxinvergiftung kommen, da durch das massenweise Absterben der Erreger sehr viel Endotoxin freigesetzt wird. Dadurch kann es zum Schock kommen.

## Exotoxine
Exotoxine sind Giftstoffe, die von lebenden Bakterien sezerniert werden.
Oft werden sie nur von Bakterien gebildet, die durch einen Bakteriophagen infiziert sind. Verschiedene Wirkungsweisen der Exotoxine sind:
- Lipase: Durch Lipase wird die Membran der Zielzellen enzymatisch teilweise abgebaut, z. B. das α-Toxin von Clostridium perfringens
- Porenbildende Toxine: Durch transmembranöse Porenbildung wird die Membran perforiert
- Neurotoxine: Diese Toxine schädigen die Nerven oder die Übertragung von Neurotransmittern
  - Tetanustoxin von Clostridium tetani
  - Botulinumtoxin von Clostridium botulinum
- Choleratoxin von Vibrio cholerae verursacht die wässrigen Durchfälle bei Cholera
- Diphtherietoxin von Corynebacterium diphtheriae hemmt einen Elongationsfaktor bei Diphtherie[8][9]